# اسپوتورنو
اسپوتورنو (به ایتالیایی: Spotorno) یک کومونه در ایتالیا است که در استان ساونا واقع شده‌است.

## خصوصیات
اسپوتورنو ۸٫۱ کیلومترمربع مساحت و ۴٬۰۰۵ نفر جمعیت دارد و ۷ متر بالاتر از سطح دریا واقع شده‌است.

## خواهرخوانده
شهرهای باد دورهایم، زاربروکن و Høje-Taastrup Municipality خواهرخوانده‌های اسپوتورنو هستند.